# Stylinos digitatus
Stylinos digitatus är en svampdjursart som först beskrevs av Oswald Schmidt 1866.  Stylinos digitatus ingår i släktet Stylinos, och familjen Mycalidae. Arten är reproducerande i Sverige.